# Diana Douglas
Pour les articles homonymes, voir Douglas.
Diana Douglas (née Diana Love Dill le 22 janvier 1923 aux Bermudes, et morte le 3 juillet 2015 à Woodland Hills) est une actrice britanno-américaine, d'origine bermudienne.

## Biographie
Elle fut mariée à Kirk Douglas (1943-1951) dont elle eut deux fils : Michael et Joel.

## Filmographie

### Cinéma
- 1942 : La Flamme sacrée (Keeper of the Flame) de George Cukor : l'Américaine effrontée
- 1947 : Un mariage à Boston (The Late George Apley) de Joseph L. Mankiewicz : Sarah
- 1948 : Let's Live Again de Herbert I. Leeds : Terry
- 1948 : Le Signe du Bélier (The Sign of the Ram), de John Sturges : Catherine Woolton
- 1949 : La Maison des étrangers (House of Strangers) de Joseph L. Mankiewicz : Elaine Monetti
- 1951 : The Whistle at Eaton Falls de Robert Siodmak : Ruth Adams
- 1952 : Tempête sur le Tibet (Storm Over Tibet) de Andrew Marton : Elaine March Simms
- 1952 : Roméo et Jeannette (en) (Monsoon) de Rodney Amateau : Julia
- 1955 : La Rivière de nos amours (The Indian Fighter), d'André de Toth : Susan Rogers
- 1970 : Loving d'Irvin Kershner : Mme Shavelson
- 1977 : Un autre homme, une autre chance de Claude Lelouch : la mère de Mary
- 1981 : La Malédiction du cobra (Jaws of Satan) de Bob Claver : Evelyn Downs
- 1983 : La Nuit des juges (The Star Chamber) de Peter Hyams : Adrian Caulfield
- 1987 : Un ticket pour deux (Planes, Trains and Automobiles), de John Hughes : Peg
- 1991 : Cold Heaven de Nicolas Roeg : mère St. Agnès
- 2003 : Une si belle famille (It Runs in the Family), de Fred Schepisi : Evelyn Gromberg

### Télévision
- 1955 : General Electric Theater (série télévisée) : Nora
- 1956 : Medic (série télévisée) : Edith Martin
- 1956 : Science Fiction Theatre (série télévisée) : Jane Brandon / Elaine Conover
- 1956 : The West Point Story (en) (série télévisée) : Mme Jan Willis
- 1959 : Naked City (série télévisée) : Hilda Wallace / Meg Peters
- 1964 : Flipper le dauphin (série télévisée) : Mme Granville
- 1965 : For the People (série télévisée) : Bernice Brandon
- 1965 : Ben Casey (série télévisée) : Martha English
- 1967 : N.Y.P.D. (en) (série télévisée) : Mme Whitaker
- 1973 : Love Is a Many Splendored Thing (série télévisée) : Lily Chernak Donnelly
- 1973 : Hawkins (en) (série télévisée) : Clara Guilfoyle
- 1973 : Kung Fu (série télévisée) : sœur Richardson
- 1974 : Les Rues de San Francisco (The Streets of San Francisco) (série télévisée) : Adèle Sloane
- 1974 : The Cowboys (série télévisée) : Annie Andersen
- 1975 : Dead Mano the Run (téléfilm) : Meg
- 1977 : Tail Gunner Joe (téléfilm) : Sarah
- 1977 : Alexander: The Other Side of Dawn (en) (téléfilm) : Clara Duncan
- 1977 : Billy: Portrait of A Secret Kid (téléfilm) : Mme Bedford
- 1977 : Mary White (téléfilm) : Jane Addams
- 1977-1979 et 1982 : Des jours et des vies (Days of Our Lives) (série télévisée) : Martha Evans
- 1977 et 1982 : Lou Grant (série télévisée) : Norma Cardell / Carol Fuller
- 1978 : Night Cries (téléfilm) : Mme Thueson
- 1978 : W.E.B. (série télévisée) : Vivian Dunlap
- 1978 : Du feu dans le ciel (A Fire in the Sky) (téléfilm) : Mme Rearden
- 1979 : Racines 2 (Roots: The Next Generations) (série télévisée) : Mme Andy Warner
- 1979 : La Famille des collines (The Waltons) (série télévisée) : Mme Denman
- 1980 : Côte Ouest (Knots Landing) (série télévisée) : Dr Charlotte Kramer
- 1981 : L'Homme à l'orchidée (Nero Wolfe) (série télévisée) : Sarah Rackham
- 1981 : Chips (série télévisée) : Vera Baricza
- 1981 et 1984 : Dynastie (Dynasty) (série télévisée) : mère Blaisdel
- 1982 : Sister, Sister (téléfilm) : Rhoda
- 1982 : Capitol (série télévisée) : Mme Brady
- 1982 : Les Enquêtes de Remington Steele (série télévisée) : Hannah Dillon
- 1983 : Cagney et Lacey (série télévisée) : Blanche
- 1983 : Dallas (série télévisée) : Dr Suzanne Lacey
- 1984 : Les deux font la paire (Scacecrow and Mrs. King) (série télévisée) : Evelyn McGuire
- 1985 : Dirty Work (téléfilm) : Jeanine Leevanhoek
- 1985-1986 : The Paper Chase (série télévisée) : professeur Tyler
- 1986 : Le Juge et le Pilote (Hardcastle and McCormick) (série télévisée) : Frances
- 1987 : La Belle et la Bête (Beauty and the Beast) (série télévisée) : Margaret Chase
- 1992 : A Town Torn Apart (téléfilm) : Mme Fenn
- 1993 : Le Juge de la nuit (Dark Justice) (série télévisée) : Mme Collins
- 1993 : Harts of the West (série télévisée) : Betty
- 2004 : À la Maison-Blanche (The West Wing) (série télévisée) : Libby Lassiter
- 2007 : Cold Case : Affaires classées (Cold Case) (série télévisée) : Mme Valentine '07
- 2008 : Urgences (ER) (série télévisée) : Bertha Mendenhall